# Tasmanophlebia lacustris
Tasmanophlebia lacustris – gatunek jętki z rodziny Oniscigastridae.

## Taksonomia
Gatunek opisany został w 1933 roku przez Roberta Johna Tillyarda jako Tasmanophlebiodes lacustris.

## Opis
Imagines mają przednie skrzydła długości 10-12 mm, z polem kostalnym czarniawym ponad wierzchołkową połową. Tylne skrzydła samca przyciemnione w ponad przedniej ⅓, a przednie w nasadowej ¼.
Subimagines T. lacustris i T. nigrescens mają skrzydła prawie jednobarwne, przy czym T. lacustris jest nieco jaśniejszy i większy.

## Biologia
Larwy tego gatunku wypływają z wody przed każdą wylinką.

## Rozprzestrzenienie
Gatunek endemiczny dla Tasmanii, gdzie występuje w jeziorach Lilla, Echo, St. Clair i Dobson.